# Aparat fotografic

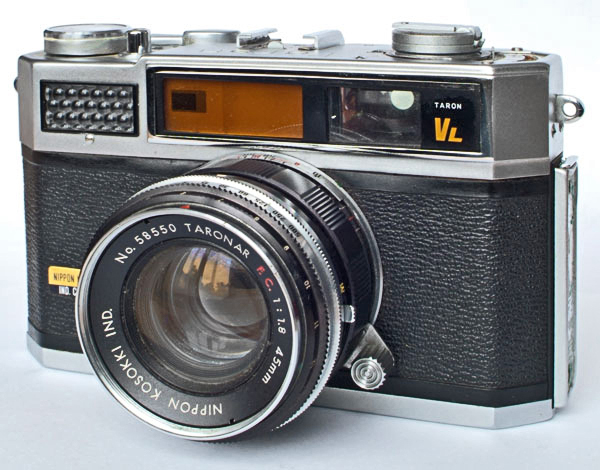
Aparat de fotografiat vechi

Aparatul fotografic (sau aparat de fotografiat) este un aparat optic cu ajutorul căruia pot fi obținute imagini reale ale obiectelor. La aparatele clasice, fixarea acestor imagini se făcea pe plăci sau filme acoperite cu un strat de emulsie fotografică. În urma revoluției digitale, majoritatea aparatelor de fotografiat transformă informația vizuală în informație digitală, cu ajutorul unui senzor de imagine.
Părțile principale sunt:
- obiectivul fotografic (fix sau interschimbabil);
- obturatorul - controlează timpul în care filmul a fost expus la lumină. Este un mecanism complex care poate funcționa în modul automat sau manual, putând controla timpul în care acesta stă deschis.
- camera obscură (rigidă sau pliabilă)
- caseta materialului fotosensibil (fixă sau interschimbabilă);

### Diafragma
Diafragma este un dispozitiv care controlează și cantitatea de lumină care ajunge la film sau senzor în cazul aparatelor digitale. Închiderea și deschiderea acesteia adaptează luminozitatea la condițiile de expunere și extinde câmpul de claritate. Este ca și irisul ocular, se deschide și se închide în funcție de cantitatea de lumină procurată, fotograful având control deplin în cazul aparatului.